# عين العزة
عين العزة هي إحدى القرى التابعة لمركز الواحات البحرية في محافظة الجيزة في جمهورية مصر العربية.